# DJK Aufwärts Aachen
DJK Aufwärts Aachen, pełna nazwa DJK Aufwärts St. Josef Aachen 1920 – niemiecki klub szachowy z siedzibą w Akwizgranie.

## Historia
Klub został założony w 1953 roku. W 2011 roku klub awansował do 2. Bundesligi. W sezonie 2015/2016 zespół uzyskał awans do Bundesligi. W inauguracyjnym sezonie w najwyższej niemieckiej klasie rozgrywkowej DJK Aufwärts zajął jedenaste miejsce, a w sezonie 2017/2018 uzyskał siódme miejsce w lidze. W 2018 roku klub uczestniczył w Pucharze Europy. Niemiecki klub wygrał wówczas z Víkingaklúbburinn, Gambitem Skopje, Leidsch SG i Jetsmark SK, a przegrał z ŠK Dunajská Streda, Vålerengą i KSK 47 Eynatten, zajmując w klasyfikacji końcowej siedemnastą pozycję. W listopadzie 2018 roku klub postanowił o wycofaniu się z rozgrywek Bundesligi.

## Zawodnicy
Zawodnikami klubu byli m.in.:

- Falko Bindrich[8]
- Benjamin Bok[9]
- Fernando Braga[10]
- Twan Burg[11]
- Ognjen Cvitan[12]
- Martijn Dambacher[9]
- Aleksandr Donczenko[11]
- Petyr Drenczew[12]
- Julio Granda Zuñiga[11]
- Cemil Gülbaş[12]
- Florian Handke[8]
- Michael Hoffmann[13]
- Eduardo Iturrizaga[11]
- Wasyl Iwanczuk[8]
- Artur Jakubiec[12]
- Edyta Jakubiec[14]
- Dmytro Komarow[12]
- Constantin Lupulescu[8]
- Bart Michiels[15]
- Kamil Mitoń[13]
- Jules Moussard[10]
- Friso Nijboer[15]
- Mircea-Emilian Pârligras[8]
- Petar Popović[10]
- Roeland Pruijssers[16]
- Francesco Rambaldi[15]
- Maarten Solleveld[10]
- Wasił Spasow[12]
- Hrvoje Stević[9]
- Robin Swinkels[9]
- Aryan Tari[11]
- Jorden van Foreest[11]
- Lucas van Foreest[11]
- Ilia Zaragacki[11]
- Robert Zelčić[12]